# Angela Warnick Buchdahl
Angela Warnick Buchdahl (en coréen : 앤절라 워닉 북달) , née le 8 juillet 1972 à Séoul, est une femme rabbin américaine. Elle dirige la Central synagogue de New York.
Elle est la première américaine d'Asie de l'Est à être ordonnée rabbin et hazzan. En 2011, elle est nommée par Newsweek et The Daily Beast comme l'un des « rabbins les plus influents » d'Amérique, et en 2012 par The Daily Beast comme l'un des « 50 meilleurs rabbins » américains. Buchdahl est reconnu comme l'un des cinq premiers dans le « Forward Fifty » de 2014, une liste des Juifs américains ayant le plus d'impact sur la scène nationale.

## Biographie
Buchdahl est née à Séoul, en Corée du Sud, d'une mère bouddhiste coréenne d'origine japonaise, Sulja Yi Warnick, et de Frederick David Warnick, un juif réformé ashkénaze américain, dont les ancêtres ont émigré du comté de Bacău, de Roumanie et de Russie aux États-Unis,. 
Lorsqu'elle a cinq ans, elle déménage avec sa famille aux États-Unis. Elle est élevée dans la religion juive et fréquente le temple Beth El à Tacoma, Washington, que ses arrière-grands-parents avaient aidé à fonder un siècle auparavant. Comme sa mère, elle s'implique dans les activités du temple et est devenue une dirigeante à l'école et au sein du groupe de jeunes. Elle fréquente le lycée Stadium de Tacoma. À 16 ans, elle visite Israël dans le cadre des bourses de jeunesse Bronfman avec d'autres adolescents juifs des États-Unis. Lors de son séjour, pour la première fois, l'authenticité de son judaïsme est remise en question par un colocataire orthodoxe qui estime que seuls les enfants d'une mère juive peuvent être juifs. Cette expérience est douloureuse. En tant qu'étudiante, elle passe ses étés à travailler comme chef de chant au Camp Swig, un camp juif réformé à Saratoga (Californie). À 21 ans, elle suit une conversion orthodoxe (giyur), qu'elle considère comme une « cérémonie de réaffirmation » .
Buchdahl fréquente l'Université de Yale, où elle est l'une des premières femmes membres de Skull and Bones, une société étudiante secrète qui compte parmi ses membres l'ancien président George W. Bush et le secrétaire d'État américain John Kerry. Pendant son séjour à Yale, elle rencontre son mari Jacob Buchdahl, aujourd'hui avocat. En 1994, elle obtient un baccalauréat ès arts en études religieuses de l'Université de Yale, et a commencé ses études cantoriales et rabbiniques au Hebrew Union College, .
En 1999, Buchdahl est nommée chantre et en 2001, elle est ordonnée rabbin par le Hebrew Union College-Jewish Institute of Religion, un séminaire important du judaïsme réformé. Elle est la première Américaine d'origine asiatique à être ordonnée rabbin au monde,,,,,. Elle est rabbin adjoint et chantre du Westchester Reform Temple, qui compte en 2003 plus de 1 200 familles.
Buchdahl rejoint la Central synagogue, une grande congrégation réformée de Manhattan, en tant que chantre principal en 2006,,. Au cours de son mandat, en 2012, la fréquentation de la synagogue le vendredi soir double, la rétention après la bar-mitsva triple et la liste d'attente pour devenir membre s'élève à plus de 300 personnes.
En 2013, Buchdahl est nommée rabbin principal de la Central Synagogue,. Le 1er juillet 2014, Buchdahl succède à Peter Rubinstein en tant que rabbin principal. Elle est l'une des rares femmes à diriger une grande synagogue américaine. La Synagogue centrale compte plus de 7 000 membres, une dotation de plus de 30 millions de dollars et environ 100 employés à temps plein.
En décembre 2014, elle est accueillie par le président Barack Obama pour diriger les prières lors de la célébration de Hanoukka à la Maison Blanche. Son discours sur la signification de Hannukah et de la liberté religieuse est applaudi. L'écrivaine Abigail Pogrebin, ancienne présidente de la Synagogue centrale, note que lorsque Buchdahl « se tenait aux côtés du président afro-américain et nous conduisait dans la bénédiction hébraïque au-dessus des bougies, il y avait une magnificence émouvante à la fois dans ce tableau improbable et au son d'une prière juive remplissant la maison du peuple.» 
Le 22 mars 2019, Buchdahl ouvre les portes de la Central synagogue à des centaines de fidèles d'une mosquée voisine ravagée par un incendie,.
En décembre 2019, la Jewish Telegraphic Agency l'a nomme parmi les Juifs qui ont défini les années 2010 et a déclaré : « Le choix de Buchdahl pour remplacer le rabbin à la retraite Peter Rubinstein a élevé une femme et une juive de couleur à une position d'importance pratiquement sans précédent dans le monde juif et a fait de Buchdahl un symbole puissant du visage changeant du judaïsme américain. » 
Le 15 janvier 2022, Buchdahl est appelé par le preneur d'otages lors de la crise des otages de la synagogue de Colleyville. Le preneur d'otages déclare qu'il possédait une bombe et demande à Buchdahl d'utiliser sa position d'influence pour obtenir la libération de prison de la neuroscientifique Aafia Siddiqui. Après l'appel, Buchdahl contacte les forces de l'ordre.
Buchdahl organise des mariages interreligieux à la Central Synagogue pour les couples qui se disent « déterminés à créer un foyer juif ». Elle apparaît dans le documentaire PBS 18 Voices Sing Kol Nidre,.